# توماس هوبر
توماس هوبر (بالألمانية: Thomas Huber) (و. 1963 – م) هو ممثل، من ألمانيا، ولد في ميونخ.

## وصلات خارجية
- توماس هوبر على موقع IMDb (الإنجليزية)
- توماس هوبر على موقع ألو سيني (الفرنسية)
- توماس هوبر على موقع أول موفي (الإنجليزية)
- توماس هوبر على موقع قاعدة بيانات الفيلم (الإنجليزية)
- توماس هوبر على موقع كينوبويسك (الروسية)